# Omorgus carinatus
Omorgus carinatus là một loài bọ cánh cứng trong họ Trogidae.

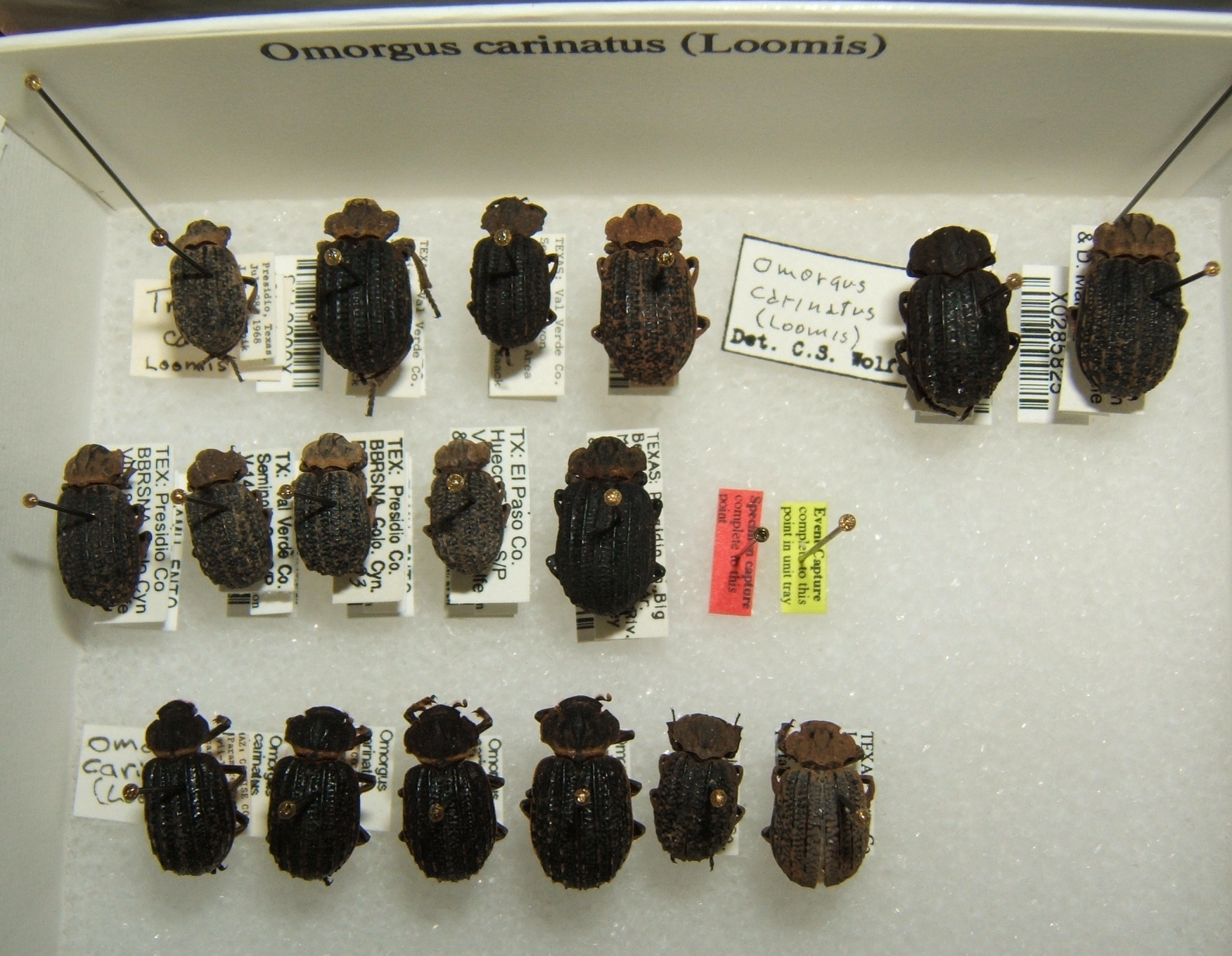
Omorgus carinatus variation